# Henny van Tergouw
Henny van Tergouw (9 de enero de 1937) es un deportista neerlandés que compitió en judo. Ganó una medalla de bronce en el Campeonato Europeo de Judo de 1960 en la categoría de –80 kg.

## Palmarés internacional
| Campeonato Europeo | Campeonato Europeo       | Campeonato Europeo | Campeonato Europeo |
| Año                | Lugar                    | Medalla            | Categoría          |
| ------------------ | ------------------------ | ------------------ | ------------------ |
| 1960               | Ámsterdam (Países Bajos) | Medalla de bronce  | –80 kg             |